# Summit (Nueva Jersey)
Summit es una ciudad ubicada en el condado de Union en el estado estadounidense de Nueva Jersey. En el año 2010 tenía una población de 21.457 habitantes y una densidad poblacional de 1.366 personas por km².

## Geografía
Summit se encuentra ubicada en las coordenadas 40°42′58″N 74°21′45″O / 40.71611, -74.36250.

## Demografía
Según la Oficina del Censo en 2008 los ingresos medios por hogar en la localidad eran de $115,606 y los ingresos medios por familia eran $141,659. Los hombres tenían unos ingresos medios de $85,625 frente a los $46,811  para las mujeres. La renta per cápita para la localidad era de $62,598. Alrededor del 4.2% de la población estaba por debajo del umbral de pobreza.